# Graziella Trovato
Graziella Trovato  (Ragusa, Sicilia) es una arquitecta italiana que destaca por su especialización en teoría, crítica y comunicación arquitectónica.

## Trayectoria
Trovato estudia arquitectura en la Universidad de estudios de Palermo (Italia) y obtiene el título de Arquitecta en 1994. Se traslada a España para continuar sus estudios de postgrado. En 1996 obtuvo título de Máster en Restauración del Patrimonio Arquitectónico y Urbano en la Escuela Técnica Superior de Arquitectura de Madrid (ETSAM) y en 2004 el título de doctora arquitecta por la Universidad Politécnica de Madrid (UPM). Desde ese momento realiza una intensa actividad investigadora y docente por universidades italianas y españolas entre otras.
Ha escrito múltiples libros y artículos de investigación científica sobre teoría crítica de la arquitectura y del patrimonio cultural. Destacar entre los libros escritos por Trovato ‘Desvelos: autonomía de la envolvente en la arquitectura contemporánea’ y ‘Architetti italiani in Spagna oggi’. Ha coordinado obras colectivas como ‘Ciudades posibles’ o ‘Social Hosing & the City’. Ha publicado artículos en revistas como Informes de la construcción, L’ARCA, Arquitectura, Pasajes de arquitectura, ACE Architecture o City and Environment.
Ha sido profesora titular de Composición Arquitectónica en la Escuela Superior de Arquitectura y Tecnología de la Universidad Camilo José Cela de 2008 a 2017. Secretaria Académica del Doctorado en Comunicación Arquitectónica (DOCA) de la ETSAM. Además ha sido profesora invitada en el Doctorado de Excelencia Politécnico de Turín así como en otras Universidades Europeas. Trovato participó como investigadora en proyectos sobre Patrimonio arquitectónico y urbano, y grupos de investigación, entre otros participa en el Grupo de Investigación de Paisaje Cultural, Intervenciones contemporáneas en la ciudad y en el territorio.
A partir de 2009 forma parte del comité de redacción de la Revista Ciudad y Territorio Estudios Territoriales (CyTET) del Ministerio de Transportes, Movilidad y Agenda Urbana. Colabora con revistas como ‘Il Giornale dell’Architettura’, Compasses – Architecture & Design, como corresponsal en España. Trovato desarrolla una amplia actividad en el campo editorial con revistas especializadas en teoría de la arquitectura, sobre todo en temas de composición y patrimonio arquitectónicos, así como evaluadora en revistas científicas como Informes de la Construcción, Zarch o Architettura del paesaggio. En esta faceta de la difusión y comunicación del patrimonio arquitectónico ha sido Comisaria de exposiciones, destacar las realizadas con el Instituto Cervantes de Roma (2011) y Palermo (2012), con la Fundación Fernando de Castro (Madrid, 2012), o con el Instituto Italiano de Cultura de Madrid entre 2005 y 2007.
Trovato desarrolla trabajo profesional desde 1999, en el estudio de arquitectura que dirige en colaboración con el Catedrático de universidad (ETSAM) Luis Moya, también arquitecto. Participó en 2013 y 2014 en la Revisión del Plan General de Ordenación Urbana de Madrid como supervisora del Catálogo de Arquitectura Contemporánea.
Como investigadora sobre nuevas formas de comunicación de la arquitectura, utiliza su formación musical en diferentes propuestas como la realizada en el Colegio Oficial de Arquitectos de Madrid (COAM) en abril de 2019. Además, desde 2015 forma parte la Big band del COAM como cantante.

## Obra seleccionada

### Libros
- 2007 Des-velos: autonomía de la envolvente arquitectónica en la arquitectura contemporánea. Tres Cantos: Akal, 218 páginas.[13]
- 2011 Architetti italiani in Spagna Oggi. Roma: Mancosu Architectural Books, 234  páginas.[14]
- 2011 Plaza ecópolis, Ciudad y Territorio, Estudios territoriales. Ministerio de Fomento, páginas 11 a 20.[15]

### Comisariado
- 2011 Arquitectos italianos en España. Instituto Cervantes de Roma.[16]

### Tesis doctoral
- 2004 La fachada como lugar en la arquitectura contemporánea.[17]

### Artículos
- 2010 Lugares intermedios de accesibilidad: metodología integrada de diagnóstico y solución de barreras de accesibilidad física y criterios de comprensión e identificación a todas las escalas del patrimonio, en colaboración con Joaquín Ibáñez Montoya y Ainhoa Díez de Pablo. ACE: architecture, city and environment, ISSN: 1886-4805, N.º. 13, 2010, págs. 111-126.[18]
- 2010 Isla Mayor, en colaboración con Luis Moya. Diseñar infraestructuras del paisaje, 2010,  978-84-92641-29-1, págs. 68-69.[19]
- 2011 Plaza Ecópolis. Ciudad y territorio: Estudios territoriales, ISSN: 1133-4762, N.º 168, 2011, págs. 439-443.[20]
- 2012 Poéticas del museo: Gae Aulenti (1927-2012). Arquitectura Viva, ISNN: 0214-1256, N.º 147, 2012, págs. 74-75.[21]
- 2018 La larga sombra de Chirico en la cultura urbana del siglo XX. Vuelta al orden (vs abstracción). Ciudad y territorio: Estudios territoriales, ISSN: 1133-4762, N.º 196, 2018, págs. 389-394.[22]
- 2018 16ª Bienal de Arquitectura de Venecia. Lo generoso frente a lo genérico. En el Pabellón de España los becomers toman el mando. Ciudad y territorio: Estudios territoriales, ISSN: 1133-4762, N.º 197, 2018, págs. 629-636.[23]
- 2019 Esiste anche la periferia, en colaboración con Luca Bullaro. Domus, ISNN: 0012-5377, N. 1039, 2019, págs. 952-963.[24]